# 波氏裂臀瓢蟲

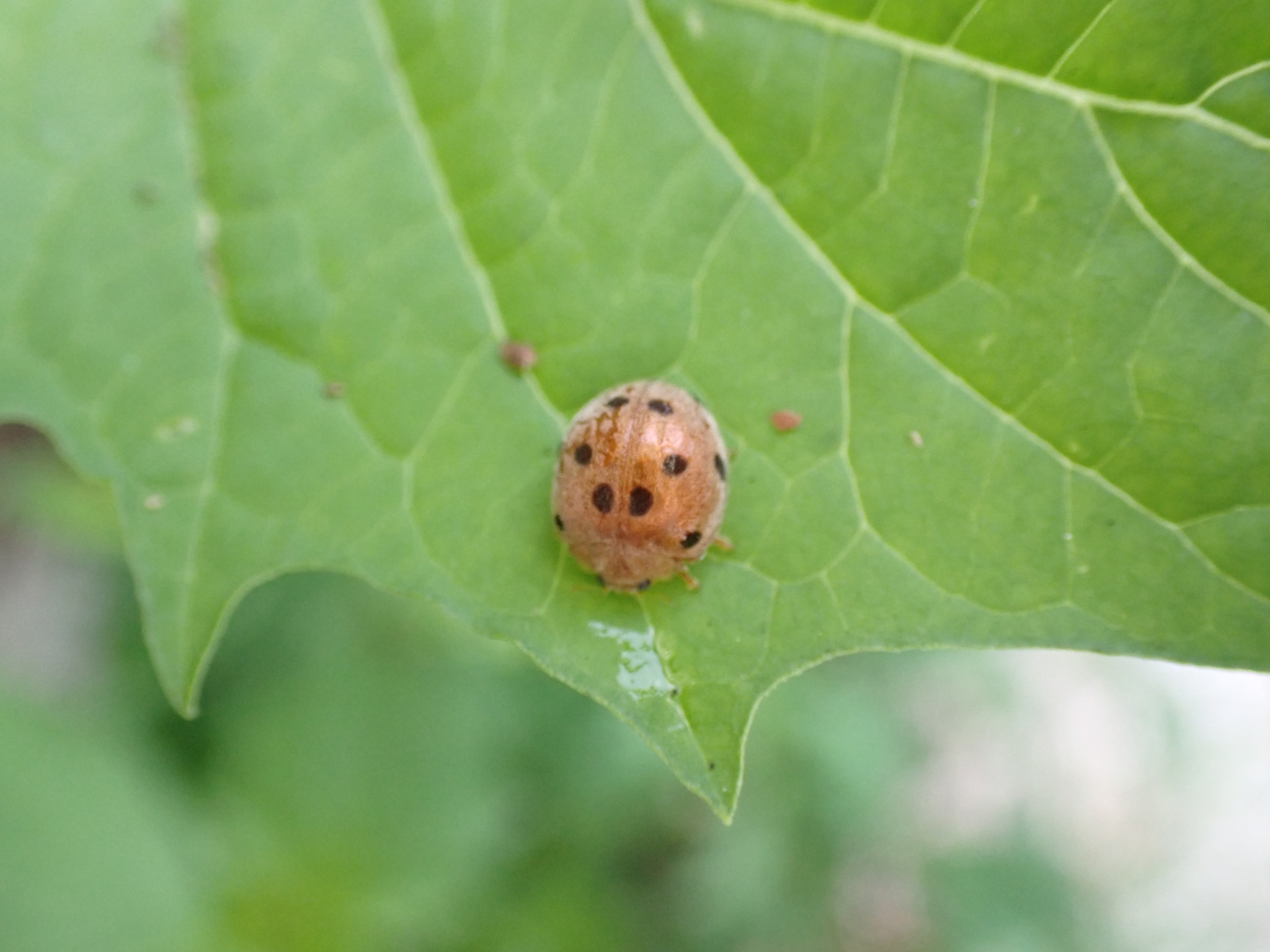

波氏裂臀瓢蟲（学名：Henosepilachna boisduvali），又稱蘭嶼茄十二星瓢蟲，为瓢蟲科食植瓢蟲屬下的一个种。